# Elena Bissolati
Elena Bissolati, née le 10 janvier 1997 à Crémone en Lombardie, est une coureuse cycliste italienne.

## Palmarès sur route
- 2015
  - 3e du Tour de Pordenone
- 2020
  - 3e du Tour de Pordenone

## Palmarès sur piste

### Championnats du monde
- Astana 2015 (juniors)
  -  Médaillée de bronze de la vitesse par équipes juniors

### Championnats d'Europe
- 2014
  -  Championne d'Europe du scratch juniors
- 2015
  -  Championne d'Europe du scratch juniors
- 2016
  -  Médaillée d'argent de la vitesse par équipes juniors
- 2017
  - 5e de la vitesse par équipes espoirs
  - 8e de la vitesse par équipes
- 2018
  - 10e de la vitesse par équipes
- 2019
  - 5e du keirin espoirs
  - 5e de la vitesse par équipes espoirs
  - 7e de la vitesse par équipes
- 2020
  - 6e du keirin
- 2022
  - 18e de la vitesse

### Championnats d'Italie
- 2014
  -  Championne de la vitesse juniors
  -  Championne de la vitesse par équipes juniors
  -  Championne du keirin juniors
  - 2e du 500 mètres
- 2017
  - 2e du keirin
  - 3e de la vitesse
- 2018
  - 2e de la vitesse
- 2019
  - 2e du keirin
  - 2e de la vitesse
- 2020
  -  Championne du keirin
  - 2e de la vitesse
  - 3e du 500 mètres
- 2021
  - 2e du keirin
  - 2e de la vitesse
- 2022
  -  Championne d'Italie de vitesse par équipes (avec Martina Fidanza et Rachele Barbieri)
  - 3e de la vitesse
  - 3e du keirin
- 2023
  - 2e du keirin
  - 2e de la vitesse
  - 2e de la vitesse par équipes
  - 3e de la poursuite par équipes
  - 3e de l'américaine
  - 3e du scratch

### Autres
- 2015
  - 3e de Cottbuser SprintCup (keirin juniors)
- 2017
  - 2e du GP Germany (vitesse par équipes)
  - 3e du GP Germany (keirin)
- 2019
  - 2e de Dublin International (keirin et vitesse)
  - 3e de Panevezys (vitesse par équipes)
- 2020
  - 2e de Piceno Sprint Cup (vitesse)
  - 3e de Fiorenzuola (vitesse)
- 2021
  - 3e de Belgian Track Meeting (keirin)